# Hogna manicola
Hogna manicola este o specie de păianjeni din genul Hogna, familia Lycosidae. A fost descrisă pentru prima dată de Strand, 1906.
Este endemică în Etiopia. Conform Catalogue of Life specia Hogna manicola nu are subspecii cunoscute.